# Dolores y gozos de San José

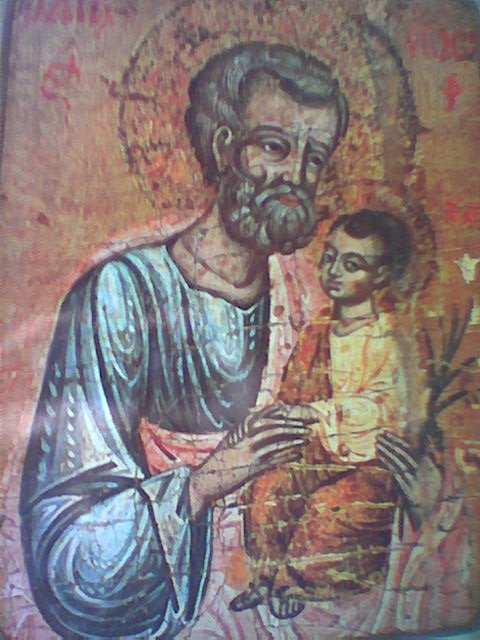
José de Nazaret

Los Dolores y gozos de San José son una práctica de devoción seguida por la Iglesia católica. Siguiendo una antigua tradición y como recuerdo de los principales dolores y gozos de la vida de San José, la Iglesia le dedica los siete domingos anteriores a su festividad (19 de marzo). También se puede practicar esta devoción en cualquier otra época del año. 
Aunque esta tradición está documentada desde el siglo XVI, será el Papa Gregorio XVI, en la primera mitad del siglo XIX, quien dará un impulso importante a esta práctica otorgando indulgencias a aquellos que la practicaran.

## Primer domingo
- Dolor: cuando estaba dispuesto a repudiar a su inmaculada esposa. Estando desposada su madre María con José, antes de vivir juntos se halló que había concebido en su seno por obra del Espíritu Santo (Mt 1,18).
- Alegría: cuando el Arcángel le reveló el sublime misterio de la Encarnación. El ángel del Señor se le apareció en sueños y le dijo: José, hijo de David, no temas recibir a María, tu esposa, pues lo concebido en ella es del Espíritu Santo (Mt 1, 20).

## Segundo domingo
- Dolor: al ver nacer el niño Jesús en la pobreza. Vino a los suyos, y los suyos no le recibieron (Jn 1,11).
- Alegría: al escuchar la armonía del coro de los ángeles y observar la gloria de esa noche. Fueron deprisa y encontraron a María, a José y al niño reclinado en el pesebre (Lc 2,16).

## Tercer domingo
- Dolor: cuando la sangre del niño Salvador fue derramada en su circuncisión. Cuando se cumplieron los ocho días para circuncidarle, le pusieron por nombre Jesús, como lo había llamado el ángel antes de que fuera concebido en el seno materno (Lc 2,21).
- Alegría: dada con el nombre de Jesús. Dará a luz un hijo, y le pondrás por nombre Jesús, porque él salvará a su pueblo de sus pecados (Mt 1, 21).

## Cuarto domingo
- Dolor: la profecía de Simeón, al predecir los sufrimientos de Jesús y María. Simeón los bendijo, y dijo a María, su madre: Mira, éste ha sido puesto... como signo de contradicción... para que se descubran los pensamientos de muchos corazones (Lc 2, 34-35).
- Alegría: la predicción de la salvación y gloriosa resurrección de innumerables almas. Porque han visto mis ojos tu salvación, la que preparaste ante todos los pueblos; luz para iluminar a las naciones (Lc 2, 30-31).

## Quinto domingo
- Dolor: en su afán de educar y servir al Hijo del Altísimo, especialmente en el viaje a Egipto. El ángel del Señor se apareció en sueños a José y le dijo: Levántate, toma al niño y a su madre, y huye a Egipto, y estate allí hasta que yo te avise, porque Herodes va a buscar al niño para matarlo (Mt 2,13).
- Alegría: al tener siempre con él a Dios mismo, y viendo la caída de los ídolos de Egipto. Y estuvo allí hasta la muerte de Herodes, para que se cumpliera lo que dice el Señor por el profeta: «De Egipto llamé a mi hijo» (Mt 2,15).

## Sexto domingo
- Dolor: a regresar a su Nazaret por el miedo a Herodes Arquelao. Él se levantó, tomó al niño y a su madre y regresó a la tierra de Israel. Pero al oír que Arquelao reinaba en Judea en lugar de su padre Herodes, temió ir allá (Mt 2, 21-22).
- Alegría: al regresar con Jesús de Egipto a Nazaret y la confianza establecida por el Ángel. Y fue a vivir a una ciudad llamada Nazaret, para que se cumpliera lo dicho por los profetas: será llamado Nazareno (Mt 2,23).

## Séptimo domingo
- Dolor: cuando sin culpa pierde a Jesús, y lo busca con angustia por tres días. Le estuvieron buscando entre los parientes y conocidos, y al no hallarle, volvieron a Jerusalén en su busca (Lc 2, 44-45).
- Alegría: al encontrarlo en medio de los doctores en el Templo. Al cabo de tres días lo hallaron en el Templo, sentado en medio de los doctores, escuchándoles y haciéndoles preguntas (Lc 2,46).